# Архідієцезія Ов'єдо
Архідієцезія Ов'єдо (лат. Archidioecesis Ovetensis; ісп. Archidiócesis de Oviedo) — архідіоцезія римського обряду Католицької церкви в Іспанії, з центром у місті Ов'єдо. Охоплює терени Астурії. Входить до складу Ов'єдської церковної провінції.  Заснована 27 жовтня 1954 року. Голова — архієпископ Ов'єдський. Центральний храм — Ов'єдський собор. Суфраганні діоцезії — Асторзька, Леонська, Сантандерська. Площа — 10,565 км². Населення — 1,075,381 ос.; з них католики — 1,016,235 ос. (94.5%).

## Ов'єдська церковна провінція
- Ов'єдська архідіоцезія
- Асторзька діоцезія
- Леонська діоцезія
- Сантандерська діоцезія

## Архієпископи
- Хесус Санс Монтес

## Статистика
Згідно з «Annuario Pontificio» і Catholic-Hierarchy.org:
| Рік  | Населення | Населення | Населення | Священики | Священики | Священики | Священики           | Диякони | Ченці    | Ченці | Парафії |
| Рік  | католики  | загалом   | %         | загалом   | секулярні | ченці     | вірних на священика | Диякони | чоловіки | жінки | Парафії |
| ---- | --------- | --------- | --------- | --------- | --------- | --------- | ------------------- | ------- | -------- | ----- | ------- |
| 1950 | 1.300.000 | 1.300.040 | 100,0     | 893       | 718       | 175       | 1.455               |         | 175      | 825   | 1.150   |
| 1969 | ?         | 1.030.000 | ?         | 974       | 726       | 248       | ?                   |         | 432      | 1.780 | 455     |
| 1980 | 1.152.505 | 1.170.650 | 98,5      | 825       | 637       | 188       | 1.396               |         | 299      | 1.399 | 944     |
| 1990 | 1.092.856 | 1.107.010 | 98,7      | 757       | 583       | 174       | 1.443               |         | 274      | 1.244 | 949     |
| 1999 | 1.032.069 | 1.081.834 | 95,4      | 680       | 526       | 154       | 1.517               |         | 253      | 1.076 | 943     |
| 2000 | 1.032.069 | 1.081.834 | 95,4      | 680       | 517       | 163       | 1.517               |         | 261      | 1.068 | 943     |
| 2001 | 1.034.435 | 1.084.314 | 95,4      | 658       | 497       | 161       | 1.572               |         | 252      | 1.050 | 943     |
| 2002 | 1.016.185 | 1.075.329 | 94,5      | 643       | 486       | 157       | 1.580               |         | 249      | 1.030 | 934     |
| 2003 | 1.003.777 | 1.062.198 | 94,5      | 624       | 475       | 149       | 1.608               |         | 239      | 1.018 | 934     |
| 2004 | 1.016.235 | 1.075.381 | 94,5      | 605       | 463       | 142       | 1.679               |         | 236      | 976   | 934     |
| 2013 | 1.077.360 | 1.092.200 | 98,6      | 505       | 396       | 109       | 2.133               |         | 166      | 648   | 933     |
| 2016 | 998.372   | 1.050.917 | 95,0      | 461       | 361       | 100       | 2.165               | 2       | 146      | 654   | 933     |